# NGC 2
NGC 2 és una galàxia espiral localitzada a 303 milions d'anys llum de la Terra, a la constel·lació del Pegàs. NGC 2 va ser descoberta el 20 d'agost de 1873 per l'astrònom irlandès Lawrence Parsons. No es pot veure amb telescopis d'amateurs. A la seqüència de Hubble, revisada per De Vaucouleurs, NGC 2 apareix com a galàxia de tipus Sab1 (on una galàxia espiral (S) presenta braços difosos i estrenyits amb un nucli estès i tan lluminós com els braços (ab)).
La distància de NGC 2 fou calculada a la fi dels anys 1990 per la llei de Tully-Fisher, que relaciona la lluminositat intrínseca d'una galàxia espirall i l'amplitud de la seva corba de rotació.
A aproximadament 1,8 minuts d'arc al nord es troba NGC 1. Les dues galàxies formen una parella "aparent". En realitat les dues galàxies no estan unides físicament, ja que la distància que ens separa de NGC 1 és d'aproximadament 45 Mpc (150 milions d'anys llum), és a dir, més o menys la meitat de la distància que ens separa de NGC 2.